# Liste des saints bretons
Pour les articles homonymes, voir Liste des saints.

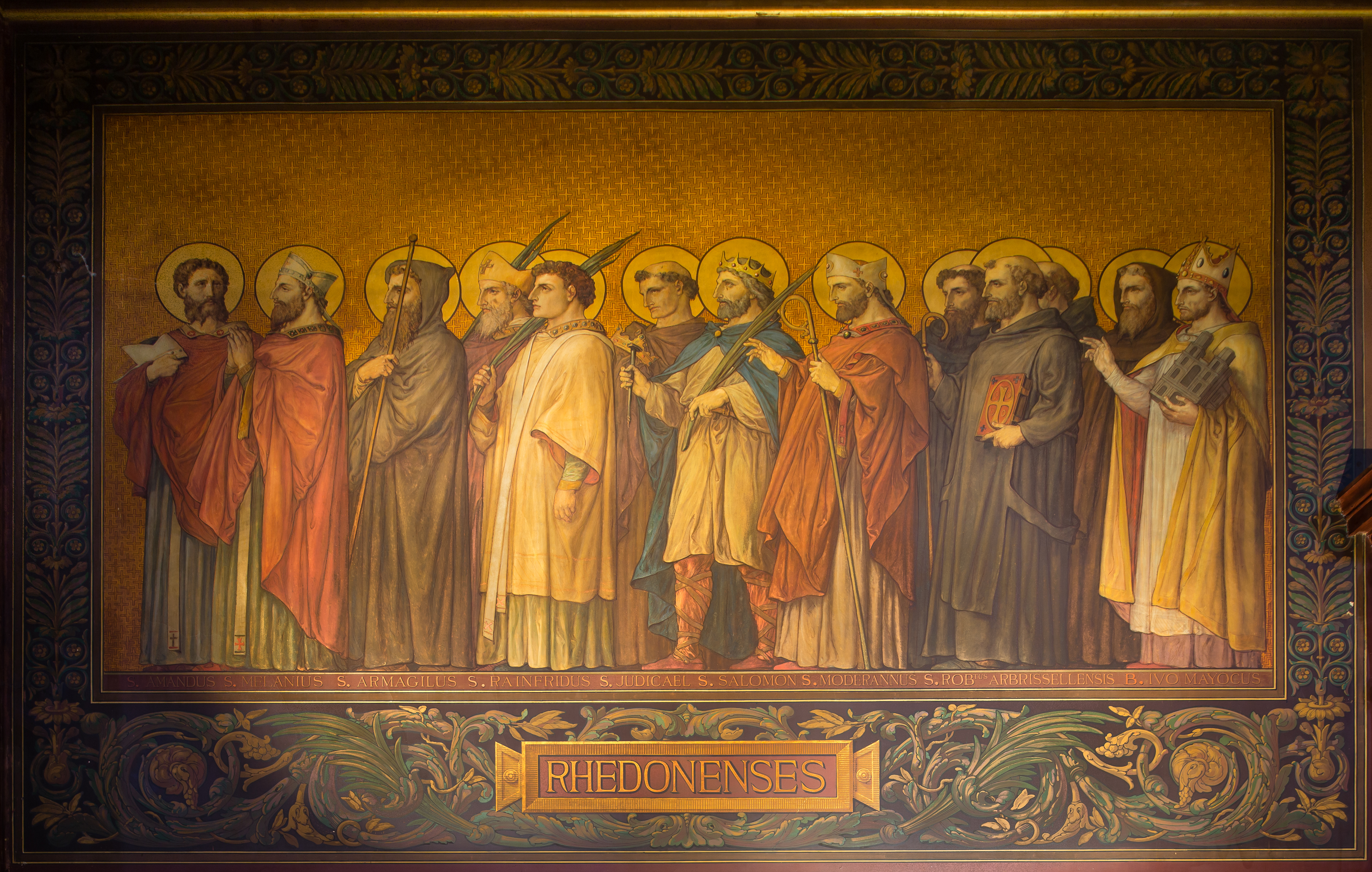
La première des huit fresques de la Procession des saints de Bretagne ornant le déambulatoire de la Cathédrale Saint-Pierre de Rennes.

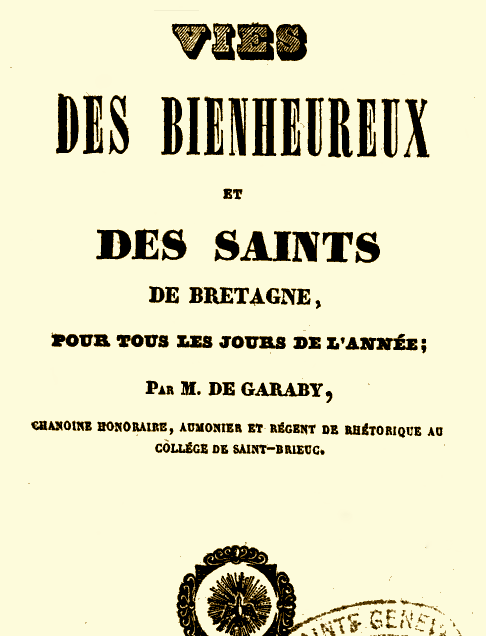
Page de garde du livre la vie des bienheureux et des saints de Bretagne, pour tous les jours de l'année de Malo-Joseph de Garaby.

Les saints bretons désignent des personnalités vénérées pour le caractère exemplaire de leur vie d'un point de vue chrétien et les miracles qu'ils ont accompli. Bien que peu d'entre elles aient été reconnues saintes par la procédure de canonisation de l'Église catholique mise en place plusieurs siècles après leur mort, et que leur existence même ne soit pas toujours historiquement attestée. 
La plupart des vitae de saints bretons qui nous sont parvenues datent des IXe et Xe siècles. Certaines ont été réécrites dans le contexte de la réforme grégorienne ce qui induit parfois les clercs à remodeler les documents hagiographiques. Le récit des biographies est issu de traditions orales qui ont été transmises aussi bien dans le fond populaire que dans le milieu ecclésiastique, qui y avait parfois un intérêt — tel que la légitimation de la figure épiscopale, le bien-fondé d'une réforme d'une communauté monastique par exemple. 
Le développement du culte de ces saints se développe au Moyen Âge tardif lorsque plusieurs familles de l'aristocratie bretonne s'approprient les légendes hagiographiques en justifiant par des arguments généalogiques, de la protection particulière d'un saint ou de son adoption comme ancêtre de substitution dans leurs lignages.
Cette production hagiographique s'interrompt brusquement avec le cartésianisme et la diffusion massive des textes grâce à l'imprimerie qui fige ces textes. Elle est mise à contribution pour écrire l'histoire des origines bretonnes. Ainsi, Albert Le Grand au XVIIe siècle, est le « principal responsable de la fixation du légendaire hagiographique breton » selon Joël Cornette, de même que Dom Lobineau au XVIIIe siècle. 
Cette production est opportunément réutilisée à partir de la fin du XIXe siècle qui voit le véritable lancement des saints traditionnels bretons en lien avec l'essor du mouvement régionaliste breton. Prêtres et historiens laïcs (Dom Plaine, Arthur de La Borderie) se déchirent entre l'exaltation du celtisme et celle du christianisme mais ils confortent l'apologétique et l'essor de la foi en Bretagne en réécrivant l'histoire des origines bretonnes. Ils y intègrent les traditions hagiographiques spécifiquement bretonnes et les rattachent parfois à l'ultramontanisme triomphant.
Au tournant des XIXe et XXe siècle, François Duine est de ceux qui orientent fortement l'hagiologie dans une approche scientifique. Après la Seconde Guerre mondiale, la linguistique joue un rôle important dans l'historiographie concernant la période des migrations des clercs (ou « saints ») et des chefs militaires à partir de la Bretagne insulaire, avec les travaux de Léon Fleuriot ou de François Falc'hun. Les historiens contemporains éprouvent encore beaucoup de difficultés pour distinguer entre imaginaire et réalité. L'historicité des épisodes de la vie de ces saints reste ainsi souvent douteuse car ces épisodes se retrouvent dans l'hagiographie tels qu'ils apparaissent dans les coutumes ou dans le folklore. La structure même du récit des vitae se rencontre dans d'autres Vies de saints dont les auteurs reprennent généralement des « conventions littéraires d'un modèle biblique qui façonnait leurs modes de pensée et d'expression ». Les historiens de la seconde partie de XXe siècle (André Chédeville, Hubert Guillotel, les chercheurs du CRBC tels que Bernard Tanguy ou Jean-Christophe Cassard, ou ceux du CIRDoMoC tels que Job an Irien ou Bernard Merdrignac) réétudient les textes hagiographiques dans lesquels ils voient une source de renseignements précieux sur l'histoire des mentalités et constituent « un extraordinaire gisement de culture populaire ».
La Bretagne vénère plus de 1 000 saints bretons mais seulement 700 sont répertoriés car tous ne sont pas « homologués », c'est-à-dire reconnus officiellement par l'Église catholique romaine,. Mais la légende affirme qu'il y a 7 777 saints ou un nombre approchant) en Bretagne ; le chanoine Peyron a dressé une liste qui contient 7 500 noms et il a négligé certains saints indiqués dans le missel de Saint-Vougay et dont on ne connaît que le nom (par exemple Brangualabre, Budmaille, Icaguale, etc..).
Ces saints bretons ont fondé de nombreuses villes et de nombreux monastères : saint Brieuc fonde en 485 la ville qui porte son nom ; Renan ou Ronan, moine irlandais, s'établit dans le Léon (Saint-Renan) , puis en Cornouaille (Locronan) ; Corentin, vers l'an 500, devient évêque de Quimper, dont la fondation serait due au roi Gradlon , venu lui aussi des Îles britanniques et qui aurait donné à son royaume le nom de Cornouaille en souvenir de sa région natale, la Cornouaille anglaise ; l'irlandais Efflamm et sa femme, Enora, abordent en pays de Léon, de même que, plus tard, le moine cambren Pol Aurélien , fondateur de l'évêché de Léon ; Lunaire, Briac, Suliac, défrichent la vallée de la Rance ; Maclou (Malo) relève la cité gallo-romaine d'Aleth, y fondant un évêché ; les évêchés de Dol, de Rennes, de Vannes, de Tréguier, revendiquent comme fondateurs saint Samson, saint Melaine, saint Patern et saint Tugdual, tous d'Outre-Manche. Pontivy est dû à saint Gonnery, Landerneau à saint Houardon, Châteaulin à saint Idunet, Ploërmel à saint Armel. Méen défriche dans la forêt de Brocéliande. Saint Tugen est abbé de l'abbaye de Daoulas et saint Gildas de celle de Rhuys. On pourrait en citer beaucoup d'autres... Leurs noms, précédés des préfixes plou, lan, tre ou loc désignent les localités qu'ils fondèrent ou qui en gardent le souvenir.
En 2022, environ 170 saints bretons sont représentés, chacun par une statue, dans la Vallée des Saints.

## Saints fondateurs, historiques ou traditionnels avant l'an 1000

### L'origine historique des saints fondateurs
Leur origine est semi-légendaire :

« C'est de Conan Meriadec que datent les invasions successives qui justifient le nom de Bretagne. Ce prince, qui jouissait en Grande-Bretagne d'un assez grand crédit, proposa, en 382 ou 383, à Maxime, gouverneur de l'île, de l'appuyer dans sa révolte contre l'empereur Gratien, et il lui fournit 10 000 hommes. Vainqueur et maître de plus de la moitié de l'empire d'Occident, Maxime accorda à son allié la souveraineté de la plus grande partie de l'Armorique, souveraineté que Conan sut faire reconnaître par Valentinien II et Théodose, et qu'il rendit complètement indépendante sous le faible Honorius. Dès lors affluèrent de la Grande-Bretagne et même de l'Irlande en Armorique, non seulement des soldats, des artisans, des cultivateurs, des familles entières, mais encore de saints personnages, évêques, ermites, missionnaires, qui vinrent y organiser l'administration ecclésiastique, y établir des monastères, y affirmer parmi les populations la foi chrétienne. saint Yben, Guénolé de Landévennec, Brieuc de Saint-Brieuc, Pol ou Paul Aurélien de Saint-Pol-de-Léon, Corentin de Quimper, Malo ou Maclou d'Aleth, Samson de Dol, Ronan de Locronan et Saint-Renan, Gunthiern de Quimperlé, Mélarie (vulgairement sainte Nonne) de Dirinon, etc., avaient ainsi quitté leur patrie pour le continent, où leurs enseignements et leurs exemples portèrent tant de fruits que l'Armorique devint, comme la Blanche Albion et la verte Erin, une terre de saints. »

### Les sept saints fondateurs

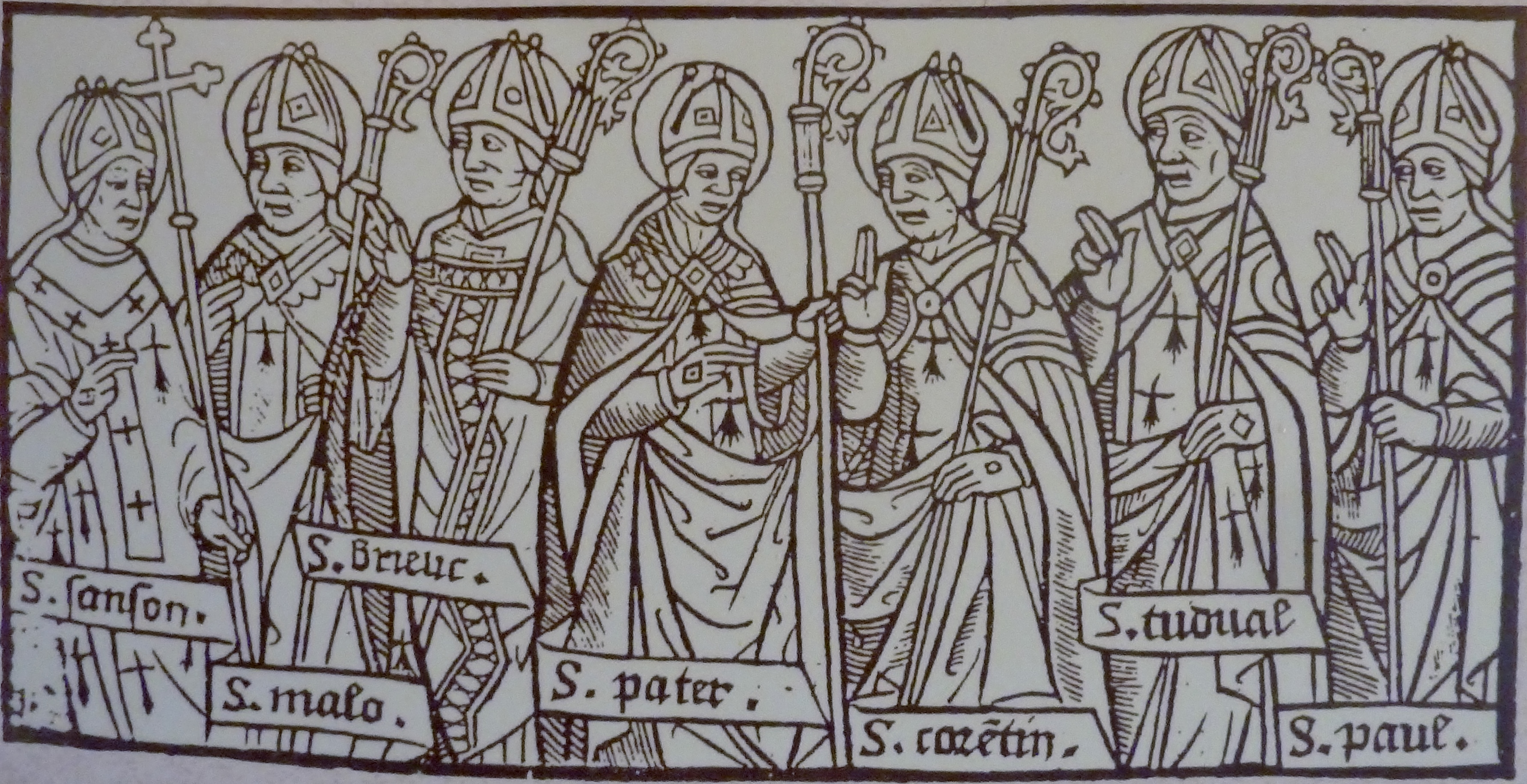
Les sept saints fondateurs bretons (gravure sur bois de 1514)

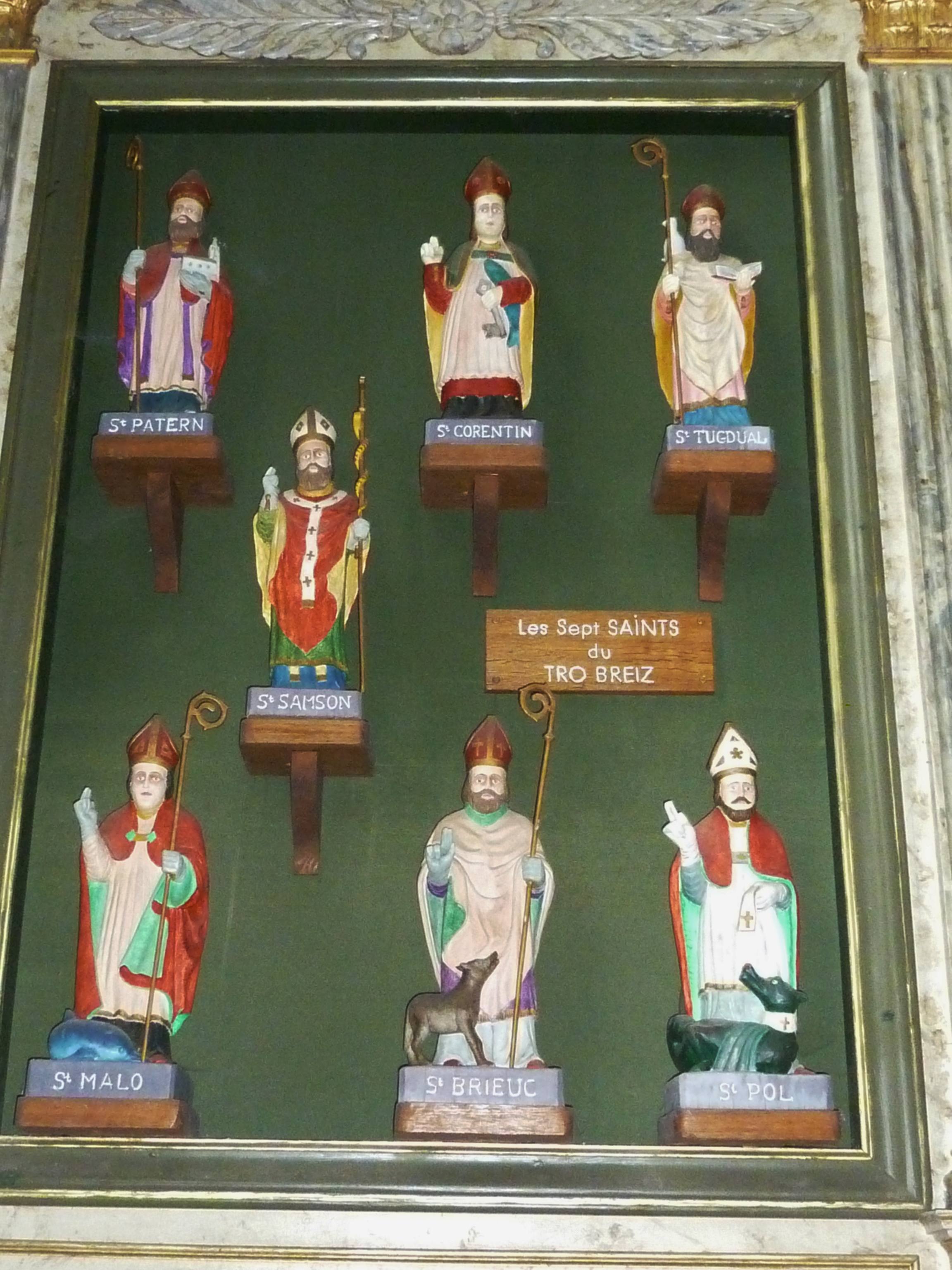
Saint-Pol-de-Léon : chapelle Notre-Dame du Kreisker, les sept saints du Tro Breizh

Les sept saints fondateurs sont traditionnellement réputés, selon une construction littéraire et hagiographique tardive forgée à partir du XIe siècle, avoir fondé les sept évêchés qui existaient au Haut Moyen Âge. Cette tradition leur fait jouer un rôle éminent au moment de l'émigration d'une partie des Bretons d'outre-Manche, laquelle justifiera la nouvelle appellation, Britannia minor, appliquée à l'Ouest de l'Armorique gallo-romaine.
- saint Samson : évêque de Dol.
- saint Maclou ou MacLaw ou Malo : évêque de Saint-Malo.
- saint Brieuc : évêque de Biduce, devenue Saint-Brieuc.
- saint Tugdual : évêque de Tréguier (connu aussi sous les noms de saint Pabu et probablement de saint Tudy).
- saint Pol Aurélien : évêque d'Occismor, devenue Saint-Pol-de-Léon.
- saint Corentin : évêque de Quimper.
- saint Paterne ou Patern : évêque de Vannes.

Du fait de leur antériorité à toute procédure canonique, ces saints n'ont pas fait l'objet d'une reconnaissance officielle par l'Église catholique.
Le Tro Breizh, qui en breton signifie « tour de Bretagne », est un pèlerinage catholique qui relie les villes des sept saints fondateurs de la Bretagne.

### Saints par laVox Populi
Les autres saints bretons (saints par la vox populi c'est-à-dire élus saints par « la voix du peuple »), non reconnus comme tels par l'Église au sens canonique du terme. La tradition veut que le cimetière de Lanrivoaré abrite 7 847 saints (« sept mille sept cent sept et sept vingt »). La plupart de ces saints seraient tombés dans l'oubli si la persistance du culte des fontaines n'avait lié leur souvenir à la vertu bienfaisante des eaux ou si la tradition n'en avait fait des thaumaturges ou des guérisseurs ; des récits légendaires ont aussi contribué à en perpétuer le souvenir. Certaines maladies prirent même le nom de leur saint guérisseur : la goutte s'appelle en breton drouk sant Ourlou (« mal saint Ourlou »), l'hydrophobie (la rage) drouk Sant Weltas (« mal de saint Gildas »), les écrouelles drouk sant Cadou (« mal de saint Cadou »), la suette drouk sant Just, les croûtes de la face « mal saint Georges », etc.. Saint Gonéry guérit la fièvre, saint Avertin les maux de tête, saint Brandan les plaies et les ulcères, Notre-Dame de Kerdévot la grippe, etc..
Les saints bretons sont supportés par l'église catholique, mais non reconnus officiellement par les autorités ecclésiastiques ; le pape Grégoire le Grand recommandait au clergé : « Détruisez seulement les idoles, remplacez-les par des reliques. Les prêtres firent graver des croix sur les menhirs, placèrent des statues dans les vieux chênes, mirent les fontaines sous l'invocation d'un saint ou d'une sainte, transformèrent la fête du solstice d'été en fête de la Saint-Jean et la fête du solstice d'hiver en fête de Noël, etc. lorsqu'elle l'a pu, l'église catholique a opéré des substitutions, jouant souvent sur l'homonymie : ainsi à Tréduder Tuder l'obscur a été transformé en Théodore, un martyr romain, et à Audierne saint Rumon a été remplacé par saint Raymond.
On peut estimer que les seuls saints « nationaux », c’est-à-dire ceux dont le culte était célébré dans la Bretagne entière, sont au nombre d’une quinzaine : les sept saints fondateurs et saint Gildas, saint Guénolé, saint Yves, saint Turiau (écrit aussi saint Thuriau ou saint Thurien), saint Guillaume, saint Armel, saint Magloire, saint Melaine ; soit deux novi sancti (saints qui ont fait l’objet d’une canonisation officielle), trois abbés et sept évêques dont trois pour le seul siège de Dol. Sans entrer à nouveau dans le débat, sinon même la polémique relative au fameux Tro Breizh et au culte médiéval des sept saints fondateurs de Bretagne, ajoutons d’emblée à cette courte liste saint Brieuc et saint Tugdual, dont les cultes probablement l’un et l’autre d’origine cornouaillaise, furent acclimatés dans le nord de la Bretagne, comme l’a montré Bernard Tanguy, et peut-être seulement à l’époque tardive de l’érection de l'évêché de Tréguier, qui deviendra plus tard l'évêché de Saint-Brieuc et Tréguier ; mentionnons également saint Patern et même saint Clair, dont la renommée avait effectivement atteint le diocèse de Tréguier au XVe siècle. Et enfin, saint Méen et saint Maudez. Sur un total de plusieurs centaines de noms, il y a une vingtaine de saints bretons véritablement connus au-delà de leurs terroirs.

#### Évêques bretons
- saint Alain, 4e évêque de Quimper.
- saint Amand[17], évêque de Rennes.
- saint Budoc, troisième évêque de Dol.
- saint Clair, premier évêque de Nantes.
- saint Conogan, évêque de Quimper.
- saint Didier (VIIe siècle), élu évêque de Rennes, sa ville natale en Bretagne, vers 687 ; fêté localement le 18 septembre[18].
- saint Émilien, évêque de Nantes.
- saint Enogat, évêque d'Aleth.
- saint Félix, évêque de Nantes au VIe siècle.
- saint Catuode, évêque de Vannes.
- saint Jean de Châtillon, dit Jean de la Grille, évêque d'Aleth, puis de Saint-Malo.
- saint Gaud, évêque d'Évreux.
- saint Geoffroy, évêque d'Aleth.
- saint Gohard, évêque de Nantes au IXe siècle.
- saint Gobrien : évêque de Vannes au VIIIe siècle.
- saint Goulven ou saint Golven, évêque de Léon, puis ermite à Saint-Didier (Ille-et-Vilaine).
- saint Guénin ou saint Gwennin, évêque de Vannes.
- saint Guillaume Pichon, évêque de Saint-Brieuc, canonisé en 1247.
- saint Houardon, évêque de Léon.
- saint Lunaire, évêque du IVe siècle.
- saint Maëlmon, évêque d'Aleth[19].
- saint Magloire, deuxième évêque de Dol.
- saint Malo, évêque d'Aleth.
- saint Mars, évêque de Nantes.
- saint Melaine, évêque de Rennes.
- saint Meldroc, honoré dans la chapelle Saint-Meldéoc de Locmeltro, évêque de Vannes.
- saint Menou ou saint Menulphe, évêque de Quimper.
- saint Meriadec : évêque de Vannes au VIIe siècle.
- saint Modéran ou saint Moran, évêque de Rennes au VIIIe siècle.
- saint Pasquier, évêque de Nantes.
- saint Pergat ou saint Pergad ou saint Pergobat ou saint Bergat fut quelques jours évêque de Tréguier concurremment avec saint Ruelin.
- saint Restold, évêque de Dol.
- saint Ruelin ou saint Rivelin, compagnon de saint Tugdual, fut évêque de Tréguier au VIe siècle.
- saint Saturnin, évêque de Vannes.
- saint Servan, évêque-abbé de Cullross (Culrose) en Écosse au VIIe siècle.
- saint Similien, 3e évêque de Nantes.
- saint Ténénan ou saint Thénénan ou saint Ternoc, évêque de Léon.
- saint Thuriau ou saint Thuriaf, ou saint Thivisien, peut-être aussi saint Thivisiau, évêque de Dol au VIe siècle.

#### Autres saints bretons
Sainte Anne est officiellement la patronne de la Bretagne ; Sainte-Anne-d'Auray est le plus important pèlerinage de Bretagne.
De nombreux saints bretons ont un culte à l’échelon local seulement sans diffusion ou presque hors de leur diocèse d’origine, même si ce culte est profondément enraciné, et dont les noms sont confinés au calendrier de leur Église : citons, à Quimper, deux supposés évêques du lieu, saint Alor, dont le nom est peut-être une cacographie pour Florus, et saint Alain, dont la vita, conservée notamment dans le recueil connu sous le nom d’Obituaire de Saint-Méen, constitue un démarquage impudent de celle de saint Amand ; à Tréguier, saint Efflam, saint Briac ; à Saint-Malo, saint Enogat, saint Aaron et saint Ideuc, etc.
| - saint Aaron, moine du VIe siècle à Aleth. - saint Abran, honoré à Notre-Dame de Gwirmané en Perret. - saint Alain de Corlay, prêtre du VIe siècle, honoré à Corlay. - Alain de La Roche, religieux dominicain. - saint Alban ou saint Aubin, ou saint Albain. - saint Alor ou saint Alar ou saint Alour, qui fut confondu au Moyen Âge dans le diocèse de Quimper avec saint Éloi. - saint Amand, évêque de Maastricht. - saint Awen ou saint Aouen ou saint-Ouen : une chapelle Saint-Aouen a existé par le passé à Plougonvelin. - saint Armel, connu aussi sous le nom de saint Ourzal. - saint Armoy ou saint Hernoël. - saint Arnoc ou saint Arnec ou saint Ernoc ou saint Théarnec ou saint Thernoc ou saint Ternoc, compagnon de saint Guinien. - saint Aubert, moine de l'Abbaye de Landevennec (✝ 1129). - saint Aubin ou Aubin d'Angers, ou encore Albin, né en Pays de Vannes ou de Guérande, mort à Angers. - saint Audoën ou saint Audouin ou saint Ouen ou saint Lohen ou saint Lohan ou saint Dadon ou Dodon ou saint Even ou Ewen. - saint Audren, fils de saint Salomon. - saint Autrom ou saint Vautrom, honoré dans une chapelle de Trédarzec. - saint Avertin, dit aussi saint Ivertin. - sainte Avoye, sœur de sainte Ursule, et ancienne patronne de Saint-Avé. - saint Bieuzy, disciple de saint Gildas. - saint Bodian ou Bodianus, ou Bozian ou Oyen. - saint Bodmaël ou Bodvaël ou Bothmaël ou Bothmael. - saint Brandan ou Branwaladr, Broladre, Brévalaire. - saint Briac. - sainte Brigitte ou Berc'hed. - saint Briton ou saint Bretoch , moine de l'abbaye de Léhon. - saint Cadou, dénommé aussi saint Cadoc, saint Cado et peut-être saint Cadoan. - saint Cano. - saint Caradec ou saint Carantec. - saint Caroth, abbé de l'abbaye de Gaël au VIIe siècle. - saint Cast ou saint Kast, un évêque irlandais du VIe siècle venu en Armorique. - sainte Cérotte ou sainte Gérotte, compagne de sainte Osmane. - saint Cléden ou Chdwvn, connu aussi sous le nom de sant Clydwyn, saint d'origine galloise. - sainte Clervie. - saint Colomban moine irlandais qui débarqua à Saint-Coulomb puis partit évangéliser l'Europe. - saint Conec ou saint Connec, ou saint Égonnec, ou saint Thégonnec. - saint Congar ou saint Congard ou saint Congall ou saint Comgall ou saint Gongat. - saint Connan, saint patron de Saint-Connan. - saint Conval ou saint Gonval ou saint Gonvel. - saint Conven ou saint Gonven, honoré à Plouezoc'h. - saint Conwoïon, abbé de Redon et ses six disciples cofondateurs de l'abbaye Saint-Sauveur de Redon (saint Tethwin, saint Gerfroi, saint Fivetein, saint Conhouarn, saint Condéloc et saint Riowen ou saint Rion), ainsi que saint Lohémel, un autre de ses disciples. - saint Couleth ou saint Coulitz, abbé ou évêque de Kildare, saint patron de Saint-Coulitz. - sainte Darerca, sœur de saint Patrick. - saint Démet, ou saint Demet, ou saint Dévet, connu aussi sous le nom de saint Dyved, moine originaire du Pays de Galles, saint éponyme de Plozévet. - saint Deniel, saint patron de Ploudaniel. - saint Denoual, disciple de saint Patrick, patron primitif de Saint-Denoual et Planguenoual. - saint Derien ou saint Derrien, compagnon de saint Néventer. - saint Dewy ou saint Divy (David de Ménevie). - saint Dispar, ou saint Ispar, ou saint Exupère, célébré surtout à Dinéault (Finistère). - saint Doetval, saint Ingenoc et saint Eumaël seraient trois princes d'origine bretonne qui furent des compagnons de saint Winoc. - saint Dogmael. - saint Doha ou saint Doccus. - Dominique de Saint-Albert, carme de Fougères. - saint Donatien et saint Rogatien ("Enfants nantais"). - saint Drédeno. - saint Edern. - saint Efflam. - saint Egarec. - saint Egat, ou Agat, auquel a été substitué saint Agapet, saint patron de Plouégat-Guérand et aà l'origine toponymique de Plouégat-Moysan et Plouagat. - saint Eginer, ou Fingar, martyr irlandais disciple de saint Patrick au Ve siècle, émigré en Armorique; il est le patron de Loc-Eguiner-Saint-Thégonnec et de Loc-Eguiner. - saint Elouan, ermite du VIIe siècle. . - saint Émilion, moine originaire de Vannes, émigré sur la côte girondine où son nom continue à être honoré ; saint patron de Loguivy-Plougras. - saint Enéour. - saint Envel, ermite d'origine galloise qui aurait vécu au VIe siècle à Plounévez-Moëdec et honoré à Loc-Envel. - saint Eoharn ou Éoarn, ermite décédé en 1024 (diocèse de Tréguier). - saint Ergat ou saint Ergad ou saint Tergat ou saint Escat ou saint Gouescat. - saint Evarzec, patron de Landrévarzec et Saint-Évarzec. Selon René Kerviler, c'était un abbé du XIIe siècle appelé en latin sanctus Everardus. - saint Even, peut-être Ouen de Rouen, à moins qu'il ne s'agisse de saint Owein - sainte Évette. - saint Fragan ou saint Fracan, célébré dans la paroisse éponyme de Ploufragan (près de Saint-Brieuc, dans les Côtes d'Armor). - sainte Françoise d'Amboise, duchesse de Bretagne. - saint Friard et saint Secondel, deux ermites du VIe siècle dans le diocèse de Nantes. - sainte Geneviève de Loqueffret, sœur de saint Edern. - saint Geoffroy, abbé bénédictin. - saint Géran (ou Gérand), patron de Saint-Gérand. - saint Gildas, dit aussi saint Gweltas ou saint Gweltaz. - saint Gildas l'Albanien, prêtre né en 421. - saint Gilduin, diacre. - saint Gingurien moine de l'abbaye Saint-Gildas de Rhuys. - saint Glen, disciple de Saint Colomban. - saint Goal, ou Duwal, ou Gudwal, ermite du VIIe siècle, saint patron de Locoal-Mendon. - saint Goazec ou saint Woazec ou Gwazec, disciple de saint Patrice, qui aurait vécu au Ve siècle. - saint Gonnery, saint éponyme de Saint-Gonnéry, et sa mère, sainte Éliboubane. - saint Goueznou ou Gouesnou ou Goenou ou Guennou ou Gouéno, fut le neuvième évêque de Saint-Pol-de-Léon. - saint Goustan, frère laïc. - saint Guénolé, fondateur de l'abbaye de Landévennec. - saint Guethenoc, dit aussi saint Guézennec ou saint Vennec ou saint Venec. - saint Guinien ou saint Guinian ou saint Vignen ; en fait deux saints différents dont l'un est un frère de saint Winoc. - saint Guirec ou saint Guevroc ou Guévroc ou saint Kirec ou saint Kirecq ou saint Kireg. - saint Gunthiern. - saint Gurloes, premier abbé de Quimperlé dit aussi, saint Urloes ou saint Ourlou. - saint Gwenael (ou Guenael, ou Guinal, ou Guenaud, ou Guenaut), deuxième abbé de Landévennec; patron de Bolazec, Plougonvelin, Ergué-Gabéric et Lescouet-Gouarec ; élève et disciple de saint Guénolé. - sainte Gwenn mariée à saint Fragan, dite teir bronn (aux trois seins) car mère de triplés : saint Guethenoc, saint Jacut, saint Guénolé et de sainte Clervie. | - sainte Gwenred, vierge galloise du VIIe siècle, honorée en Bretagne, décapitée par le prince Caradoc auquel elle se refusa. - saint Gwisiau connu aussi sous le nom de saint Thivisiau. - saint Hamon ou Ammon, prince armoricain, prêtre confesseur du Ve siècle, honoré dans une chapelle à Plescop. - sainte Haude, sœur de saint Tanguy. - saint Herblon ou saint Hermeland. - saint Herbot. - saint Herlé, diacre et martyr, honoré à Ploaré. - saint Hermeland. - saint Hernin. - saint Hervé, dénommé aussi saint M'Hervé et en breton Houarneau, Hoarnec Houarné, Houarneau, Houarniaule, peut-être aussi Mahouarn. - sainte Honore ou sainte Honorée, épouse de saint Efflam. - saint Ildut ou saint Ideuc. - saint Ivy ou saint Ivi ou saint Yvi. - saint Jacut. - saint Jaoua, disciple de saint Pol. - saint Jean de Chinon, prêtre solitaire d'origine bretonne. - saint Jorand, religieux breton du XIIIe siècle dont le tombeau se trouve dans la chapelle Saint-Jorand à Plouëc-du-Trieux. - saint Jorand (homonyme du précédent), moine bénédictin et ermite à Kergrist puis à Pédernec, décédé en 1340. - saint Josse, Judoce ou Judoc. - saint Judicaël : Roi de Domnonée. - saint Judulus, assassiné vers 52 à Daoulas. - saint Juvat, prêtre et martyr du IVe siècle, honoré à Saint-Juvat. - sainte Juvette, sœur de saint Maudez et honorée à Henvic. - saint Ké ou saint Quay, et ses compagnons saint Kerrun, saint Scophilus et saint Péran . - saint Kido, ou sant Kidou, francisé en saint Guy (patron de la chapelle de Languidou en Plovan). - saint Kinède ou saint Kihoet ou saint Guidic, anachorète du VIe siècle. - saint Kirio, évangélisateur venu d'Irlande, honoré à Locquémeau. - sainte Landouène, reine d'Armorique au Ve siècle. - saint Laouenan. - saint Léry. - saint Luan ou saint Louan ou saint Elouen ou saint Louen, moine ermite d'origine irlandaise. - Saint Lunaire, connu aussi sous le nom de saint Léonor. - sainte Lupite, religieuse léonarde. - saint Maeoc ou saint Maëc ou saint Mayeux ou saint Mieux ou saint Miog ou saint Mic ou saint Nic, peut-être aussi dénommé saint Maugan ou saint Méaugon. - saint Magloire. - saint Mahouarn. - saint Majan, frère de saint Goueznou, honoré à Plouguin. - saint Martin de Vertou, moine. - saint Maudan, abbé écossais, saint patron de Plumaudan. - saint Maudez ou Modez. - saint Maurice, abbé fondateur de Abbaye Saint-Maurice de Carnoët. - saint Medeg ou saint Madec, fêté le 4 janvier ou le 23 février selon les calendriers bretons. - saint Méen, abbé du VIe siècle. - saint Meldéoc, qui fut évêque de Vannes. - saint Méloir ou saint Mélar. - saint Menulphe ou saint Menoux ou saint Menou. - saint Miliau ou saint Millau. - saint Moran, assimilé à sainte Marine, honoré dans le Pays Bigouden ; saint éponyme de Sainte-Marine. - saint Nerin, compagnon de Saint Efflam et éponyme de Plounérin. - saint Néventer, compagnon de saint Derrien. - Sainte Ninnoc, Nennok ou Ninnog du prieuré de Lannénec (Ploemeur). - saint Nonna ou saint Onna ou saint Vougay ou saint Vio. - sainte Nonne. - sainte Noyale ou sainte Nolwenn. - sainte Onenne, honorée à Tréhorenteuc. - sainte Osmane ou sainte Ozanne, princesse irlandaise devenue ermite dans la région de Saint-Brieuc. - saint Oudocée. - sainte Pazanne ou sainte Pezenne, sainte d'origine espagnole honorée à Sainte-Pazanne ou sainte Pexine et, sous le nom de sainte Pitère, au Tréhou. - saint Pétran, moine de l'Abbaye de Landévennec au Ve siècle. - saint Pétroc, connu aussi sous le nom de saint Pezrec ou Saint Pérec, saint patron de Lopérec. - saint Péver ou Bever, prêtre du VIe siècle, honoré à Saint-Péver. - saint Piran ou saint Péran. - saint Potan ou saint Potentin, disciple de saint Colomban. - saint Primel, ermite contemporain de saint Corentin. - saint Quémeau ou saint Kémo (en breton), saint patron de Locquémeau. - saint Quijeau (ou saint Ceido ou saint Citiaw), compagnon de saint Corentin. - saint Raoul. - saint Ratian, disciple de saint Guénolé. - saint Riagat, saint patron de Treffiagat. - saint Riok, ermite à Camaret, disciple de saint Guénolé. - sainte Riwanone ou Rivanon, mère de saint Hervé. - saint Riware ou saint Riwall ou saint Rivoal ou saint Rioual ou saint Rivoaré. - saint Ronan ou saint Renan. - saint Salomon, roi de Bretagne. - saint Senan ou Sane ou Sané. - saint Sezny ou saint Seni, patron de Guissény. - saint Sève ou sainte Sève. - saint Sieu ou Cieux, Siman ou Siviau disciple de saint Brieuc. - saint Suliau ou saint Suliac. - saint Tadec ou saint Tudec, assassiné vers 520 à Daoulas. - saint Tariec. - sainte Thumette, sœur de saint Enéour. - saint Tanguy, frère de sainte Haude. - saint Tariec, saint patron de Lannilis. - saint Ténénan ou saint Thénénan. - saint Tethwiu. - saint Théleau ou saint Thélo ou saint Telo ou saint Teliaw ou saint Teilo. - saint Thérézien, évêque de Tréguier, honoré à Lanloup et aussi connu sous le nom de saint Drigent à Crozon. - saint They. - sainte Thumette. - sainte Tigride, épouse du roi Graldon. - saint Trémeur. - saint Trimoël ou saint Hermoël. - sainte Triphine ou sainte Tréphine. - saint Tudy (probablement le même saint que saint Tugdual, saint Pabu et saint Paban). - saint Tujan ou saint Tugen. - sainte Tunvel ou Tunevel, ou Dunvel, ou Dunvel, sœur de saint Idunet et mère de saint Méen ; elle est célébrée à Botlézan. - saint Uniac, disciple de Saint Méen. - saint Urfol ou saint Urfold ou saint Urphoed ou saint Wulphroëdus. - sainte Urielle ou sainte Eurielle. - sainte Ursule, patronne de Cologne. - saint Vellé, dit aussi saint Quelleau, ermite honoré dans la chapelle de Guicquelleau. - saint Winoc, honoré à Plouhinec (Finistère). - saint Yben ou saint Ethbin ou saint Ibe ou saint Diboan ou saint Diboen ou saint Iben ou saint Abibon ou saint Languis ou saint Langui ou saint Idunet, honoré à Châteaulin. - sainte Yuna ou sainte Juna, ou sainte Jeune, sœur de saint Envel. - sainte Zéphirine (totalement inconnue, probablement imaginaire), honorée à Tréal. - etc. |

## Saints, bienheureux, et personnalités religieuses après l'an 1000

### Saints
Les sept saints bretons reconnus saints par l'Église au sens canonique du terme :
- Guillaume Pinchon, né à Saint-Alban (Côtes-d'Armor), 1184/1234 : évêque de Saint-Brieuc (1220/1234), canonisé le 15 avril 1247 par le pape Innocent IV.
- Yves Hélory de Kermartin, saint Yves ou sant Erwan (dans le Trégor, en breton), né vers 1250 à Minihy-Tréguier (Côtes-d'Armor), décédé en 1303 : prêtre du diocèse de Tréguier, canonisé le 19 mai 1347 par le pape Clément VI. Saint patron de la Bretagne.
- Louis-Marie Grignion de Montfort, né à Montfort-sur-Meu (Ille-et-Vilaine), 1673/1716 : canonisé le 20 juillet 1947 par le Pape Pie XII.
- Jeanne-Marie Guerguin (sœur Marie de Sainte Nathalie), née à Belle-Isle-en-Terre (Côtes-d'Armor), 1864/1900 :  canonisée le 1er octobre 2000 par le pape Jean-Paul II.
- Anne-Françoise Moreau (sœur Marie de Saint-Just), née à Rouans (Loire-Atlantique), 1866/1900 : canonisée le 1er octobre 2000 par le pape Jean-Paul II.
- Anne-Thérèse Guérin (sœur mère Théodore), née à Étables-sur-Mer (Côtes-d'Armor), 1798/1856 : canonisée le 15 octobre 2006 par le pape Benoît XVI.
- Jeanne Jugan, née à Cancale (Ille-et-Vilaine), 1792/1879, fondatrice des Petites sœurs des pauvres : canonisée le 11 octobre 2009 par le pape Benoît XVI.

On peut rajouter à cette liste Vincent Ferrier, dominicain espagnol, prédicateur en Bretagne et dont les reliques reposent dans la cathédrale de Vannes (canonisé le 29 juin 1455 par le pape Calixte III) ainsi que Gohard (évêque de Nantes né à Angers) canonisé par le Vatican en 1095 avant le décret de Rome.

### Bienheureux
Liste non exhaustive des bienheureux :
- Certains parmi les 191 "Bienheureux martyrs de septembre", victimes des massacres de septembre 1792 à Paris, béatifiés le 17 octobre 1926 dont :
  - tués au couvent des Carmes le 2 septembre[55] :
    - Joseph Bécavin, de Carquefou, au diocèse de Nantes, ordonné le 15 avril précédent.
    - Louis-Laurent Gaultier, de Bazouges-la-Pérouse, au diocèse de Rennes, ancien jésuite, pensionnaire de la maison Saint-François de Sales, à Issy.
    - Claude-Antoine-Raoul de La Porte, de Brest, au diocèse de Léon, ancien jésuite, curé de Saint-Louis de Brest
    - Mathurin-Nicolas Le Bous de Villeneuve de La Ville-Crohain, de Rennes, confesseur des bénédictines de la rue de Bellechasse, à Paris.
    - Charles-François Le Gué, de Rennes, ancien jésuite, résidant à Paris.
    - Vincent-Joseph Le Rousseau de Rosencoat, de Châteauneuf, au diocèse de Cornouaille, ancien jésuite, confesseur des religieuses de la Visitation de la rue du Bac, à Paris.
    - Marie-Auguste Luzeau de La Mulonnière, de Sucé, au diocèse de Nantes, sulpicien, ancien directeur au séminaire d’Angers, retiré au séminaire de Saint-Sulpice, à Paris
    - René-Julien Massey, de Rennes, bénédictin de Saint-Maur, procureur du monastère Saint-Florent de Saumur.

  - tués à la prison de la Force ou au séminaire Saint-Firmin le 3 septembre[56] :
    - François-Hyacinthe Le Livec de Trésurin, de Quimper, ancien jésuite, aumônier des Filles du Calvaire, à Paris.
    - René Marie Andrieux, de Rennes, ancien jésuite, supérieur de la Communauté de Saint-Nicolas du Chardonnet à Paris.
    - Jean-Charles-Marie Bernard du Cornillet, de Châteaubriant, au diocèse de Nantes, chanoine régulier de Saint-Victor à Paris et bibliothécaire de l'abbaye.
    - Yves-André Guillon de Kerenrun, de Lézardrieux, au diocèse de Tréguier, proviseur de la Maison de Navarre et vice-chancelier de l’Université de Paris.
    - Yves-Jean-Pierre Rey de Kervizic, de Plounez, au diocèse de Saint-Brieuc, vicaire à Saint-Jacques du Haut-Pas, à Paris.
    - René-Joseph Urvoy, de Plouisy, au diocèse de Tréguier, maître de conférences au séminaire des Trente-Trois, à Paris.
    - Nicolas-Marie Verron, de Quimperlé, au diocèse de Cornouailles, ancien jésuite, directeur des religieuses de Sainte-Aure, à Paris
- Pierre-René Rogue (1758-1796), prêtre réfractaire martyr, béatifié le 10 mai 1934.
- Ermengarde d'Anjou, épouse d'Alain IV de Bretagne.
- Yves Mahyeuc, évêque de Rennes et confesseur d'Anne de Bretagne.
- Marie Boufard (1611-1698), religieuse mystique de l'Ordre des Visitandines, d'origine nantaise[57].
- Julien Maunoir (1606-1683), prêtre jésuite et prédicateur, béatifié le 20 mai 1951.
- Marcel Callo (1921-1945), béatifié le 4 octobre 1987.
- Hélène de Chappotin de Neuville (1839-1904), Mère Marie de la Passion en religion, fondatrice de la congrégation des Franciscaines missionnaires de Marie, béatifiée le 20 octobre 2002.
- Joseph Boissel (1909-1969), Vincent L'Hénoret, Jean-Baptiste Malo prêtres de la congrégation des Oblats de Marie-Immaculée assassiné au Laos béatifié le 11 décembre 2016[58].
- Alain Dieulangard, Michel Fleury, Célestin Ringeard, béatifiés le 8 décembre 2018[59].

On peut ajouter à cette liste, pour leur action en Bretagne ou leur origine bretonne :
- Françoise d'Amboise (1427-1485), Mère Françoise en religion, duchesse consort de Bretagne de 1450 à 1457, fondatrice du carmel féminin de Vannes.
- Jean de la Grille (1098-1163), évêque d'Alet puis de Saint-Malo, béatifié en septembre 1517.
- Charles de Blois (1319-1364), prétendant au duché, béatifié en 1904.
- Cassien de Nantes, missionnaire mort en Abyssinie.
- Madame Molé, Mère Saint-Louis en religion, (1763-1825), fondatrice de la congrégation des Sœurs de la Charité de Saint-Louis à Vannes, béatifiée le 19 décembre 2011.

### Autres personnalités importantes ou vénérées en Bretagne
- Jean Discalceat, franciscain mort à Quimper lors de la peste noire
- Pierre Le Gouvello de Keriolet, pénitents.

Religieux non béatifiés :
- Salaün Ar Fol, vénéré au Folgoët.
- Michel Le Nobletz.
- Mère Marie-Salomé : Originaire de Plouguerneau et fondatrice des Sœurs Blanches avec  le cardinal Lavigerie.
- Robert d'Arbrissel.
- Pauline Pinczon du Sel (1752-1820), fondatrice d'ordre, vénérable.
- Amélie Fristel (1798-1866), fondatrice d'ordre, vénérable.

Dominicains bretons célèbres de l'ordre des Frères Prêcheurs :
- Hervé Nédellec O.P. du diocèse de Tréguier, 14e maître de l'ordre des Prêcheurs.
- Alain de la Roche O.P. de Sizun (?).
- Albert Le Grand O.P. de  Morlaix.
- Marie-Joseph Le Guillou O.P. de  Servel.

Autres personnes considérées comme saintes par la ferveur populaire :
- Marie-Amice Picard.
- Catherine Daniélou.
- Armelle Nicolas.
- Yves Nicolazic.
- Marie-Julie Jahenny.

## Saints appropriés en Bretagne
Ces saints peuvent avoir une existence propre par ailleurs, ils sont ici listés pour le culte particulier ou le nom particulier qu'ils ont en Bretagne.
- Sainte Anne (Santez Anna), assimilée par les Bretons à sainte Anne, la mère de la Vierge Marie et vénérée à Sainte-Anne-la-Palud comme à Sainte-Anne-d'Auray. Grand-mère de Jésus, elle est également considérée comme la « grand-mère des Bretons » (Mamm gozh ar Vretoned).

- Saint Cornély (Sant Korneli), saint vénéré dans le sud de la Bretagne comme protecteur du bétail, et assimilé par la Légende dorée au pape Corneille

## Saints guérisseurs
La liste exhaustive serait trop longue. À titre d'exemples, selon Pitre-Chevalier :
- saint Jean du Doigt guérit des maux d'yeux ;
- saint Laurent les rhumatismes ;
- saint Herbot fait lever le beurre ;
- saint Honoré donne du lait aux jeunes mères ;
- saint Colomban guérit les fous ;
- saint Christophe guérit les enfants ;
- saint Philibert, à Moëlan-sur-Mer, guérit les chagrins d'amour ;
- saint Roc'h guérit la fièvre ;
- saint Michel guérit la rage ;
- saint Cornély guérit les bestiaux ;
- saint Guénolé guérit les femmes stériles ;
- etc..